# Simca Fulgur
Der Simca Fulgur (Fulgur: „Blitz“) ist eine Konzeptstudie des französischen Automobilherstellers Simca. Der Fulgur wurde 1958 von Robert Opron als Antwort auf eine Design-Ausschreibung des französischen Jugendmagazins Tintin gebaut und 1959 erstmals auf dem Genfer Automobilsalon gezeigt.

## Konzeption
Im Frühjahr 1958 lud das belgische Jugendmagazin „Tintin“ (deutsch: „Tim und Struppi“) französische Automobilhersteller ein, ihre Zukunftsvision für ein Auto des Jahres 1980 zu entwerfen. Tintin hat eine breite Leserschaft und wird auch von vielen Erwachsenen gelesen. Doch kein einziger Hersteller reagierte.
Robert Opron arbeitete damals bei Simca und erzählte seinem Nachbarn Pierre Guérin von dem Wettbewerb. Guérin war Astronom und Astrophysiker am Pariser Observatorium und bat Opron, seinen Arbeitgeber von dem Projekt zu überzeugen. Noch während des Gespräches entstand die Idee, als Zielzeit besser das Jahr 2000 für die automobile Zukunftsvision zu wählen.
Opron arbeitete seit 1957 bei Simca und war zunächst nur mit kleineren Projekten beschäftigt. Doch es gelang ihm, die Geschäftsführung zu überzeugen, ein Auto für das Jahr 2000 zu entwickeln. Mit Unterstützung eines Kollegen entwarf er das zweisitzige Konzeptfahrzeug „Fulgur“. Der Prototyp war mehr Raumschiff oder fliegende Untertasse als Automobil. Der kompakte und stromlinienförmige Fulgur verzichtete völlig auf den damals beliebten Chromschmuck und zeigte Oprons Vorliebe für fließende Formen.
„Tintin“ brachte am 11. Dezember 1958 einen illustrierten Artikel zum Fulgur, der – gezeichnet von Antonio Parras – auch auf der Titelseite des Magazins „Vaillant“ erschien. „Tintin“ veröffentlichte bis April 1959 auch den 13-teiligen Comic Les aventures de l’agent ‚P.60′: Die Affäre Fulgur, der sich mit dem Entstehen der Studie beschäftigte. Fulgur stand noch 1959 auf den Autosalons von Genf und Paris. 1960 und 1961 war er mit einer leicht veränderten Front, die angedeutete Reflektoren für ein Radar zeigten, in Automobilausstellungen in New York und Chicago zu sehen.

## Avantgardistische Fulgur-Technik
Der Fulgur sollte von einem Sprachcomputer gesteuert werden und über ein Doppelradar zur kontinuierlichen Überwachung der Straße verfügen, um das Fahrzeug bei Hindernissen automatisch anzuhalten. Statt eines Lenkrads hatte der Wagen einen Steuerknüppel ähnlich wie ein Flugzeug und wäre von Kontrolltürmen an den Straßen gesteuert worden. Zentrales Element des Armaturenbretts war ein klar gezeichneter Radarschirm. Die Plexiglaskuppel sollte sich bei hoher Sonneneinstrahlung automatisch verdunkeln und ausreichenden Schutz gegen UV-Strahlung bieten.
Auf Autobahnen sollte der Fulgur die Energie für seine beiden in den Hinterrädern integrierten Motoren induktiv über die Fahrbahnen bekommen. Abseits großer Magistralen sollte ein  Strontium-82-basierter, austauschbarer Atomreaktor eine Dampfturbine mit Energie versorgen. So sollten beeindruckende 5000 Kilometer Reichweite ohne Tankstopp möglich sein. Für außergewöhnlichen Fahrkomfort sollte eine adaptive, elektromagnetische Federung sorgen, die Sitze würden sich automatisch der Anatomie der Insassen anpassen. Bei hohen Geschwindigkeiten sollten die Vorderräder automatisch eingezogen werden, um Reibung zu verringern, und stattdessen zwei horizontale Gyroskope für Stabilität sorgen. Die Helligkeit der fächerförmigen Scheinwerfer sollte geschwindigkeitsabhängig geregelt werden. Maximal sollten 150 km/h möglich sein.
Bis 1961 wurde der avantgardistische Fulgur noch auf Automobilausstellungen in den USA gezeigt und es hieß, er sei sogar in Tokio gezeigt worden. Vor allem aber wurde Citroën-Designchef Flaminio Bertoni auf den Fulgur und seinen Schöpfer Robert Opron aufmerksam. 
Trotz bahnbrechender Ideen und seines spektakulären Auftritts verschwand der Fulgur bald, das Konzeptfahrzeug wurde nach wenigen Jahren verschrottet.